# Mutisiopersea hintonii
Mutisiopersea hintonii là loài thực vật có hoa trong họ Nguyệt quế. Loài này được (C.K. Allen) Kosterm. miêu tả khoa học đầu tiên năm 1993.